# مايكل شيرمر
مايكل شيرمر (بالألمانية: Michael Schirmer)‏ (و. 1606 – 1673 م) هو مؤلف، وكاتب ألماني، ولد في لايبزيغ، توفي في برلين، عن عمر يناهز 67 عاماً.